# Lars-Erik Larsson (kompozytor)
Lars-Erik Larsson (ur. 15 maja 1908 w Åkarp, zm. 27 grudnia 1986 w Helsingborgu) – szwedzki kompozytor, jeden z czołowych przedstawicieli szwedzkiego neoklasycyzmu, twórca muzyki filmowej i teatralnej, pedagog muzyczny.
Lars-Erik Larsson zajmuje ważne miejsce w życiu muzycznym Szwecji, nie tylko ze względu na swoją działalność w radio, teatrze i kinie. Jego styl kompozytorski był eklektyczny (od postromantyzmu do technik wywodzących z dodekafonii, wypracowanej przez Schönberga) ale oryginalny, jeśli chodzi o metodę.
Skomponowane przez niego utwory Pastoralsvit (Suita pastoralna) i Förklädd gud (Przebrany bóg), są zakorzenione w muzyce ludowej, co jest rzadkością u szwedzkich kompozytorów.

## Życiorys
Larsson studiował w klasie organów w Växjö uzyskując w 1924 dyplom. W latach 1925–1929 kontynuował studia w Kungliga Musikhögskolan i Stockholm (Królewskiej Wyższej Szkole Muzycznej w Sztokholmie), gdzie pod kierunkiem Ernsta Ellberga studiował kompozycję, a pod kierunkiem Olallo Moralesa dyrygenturę. Już w czasie studiów zwrócił na siebie uwagę kompozycją En spelmans jordafärd (1927) oraz symfonią nr 1 (1928). W 1929 otrzymał państwowe stypendium kompozytorskie, po czym w latach 1929–1930 odbył podróż studialną do Wiednia i Lipska, gdzie studiował pod kierunkiem kolejno: Albana Berga i Fritza Reutera. W latach 1930–1931 był korepetytorem w Operze Królewskiej w Sztokholmie, a później nauczycielem muzyki w Malmö i Lund. W latach 1933–1937 pracował również jako krytyk muzyczny w Lunds Dagblad. W ramach Światowych Dni Nowej Muzyki zorganizowanych przez Międzynarodowe Towarzystwo Muzyki Współczesnej w 1934 we Florencji zwrócił na siebie uwagę Sinfoniettą, która przyniosła mu rozgłos w latach 30. XX w. W latach 1937–1943 pracował jako dyrygent, kompozytor i producent w Sveriges Radio (wówczas pod nazwą Radiotjänst). W tym okresie powstały jego kompozycje Pastoralsvit i Förklädd gud. Na stanowisku dyrygenta radiowej orkiestry kameralnej pracował do 1953. W latach 1947–1959 był profesorem kompozycji w Kungliga Musikhögskolan, a w latach 1961–1966 director musices na Uniwersytecie w Uppsali. W latach 1939–1963 zasiadał w zarządzie Föreningen Svenska Tonsättare (Związku Kompozytorów Szwedzkich), będąc w latach 1942–1947 jego wiceprzewodniczącym. W 1971 osiadł w Helsingborgu. W 1976 wycofał się z życia muzycznego

## Twórczość
Język kompozytorski Larssona oscyluje pomiędzy północnym neoromantyzmem, neoklasycyzmem a bardziej eksperymentalnymi środkami wyrazu, mającymi korzenie w polifonii i dodekafonii. Pierwsze dzieła kompozytora powstały pod wpływem Jeana Sibeliusa. Podczas pobytu w Wiedniu zapoznał się on natomiast zarówno z osiągnięciami przedstawicieli dodekafonii (Alban Berg, Arnold Schönberg) jak i neoklasycyzmu (Paul Hindemith). Powstały w 1932 10 tvåstämmiga pianostycken jest pierwszym w szwedzkiej literaturze muzycznej utworem skomponowanym przy użyciu techniki dodekafonii. Jeszcze większe znaczenie ma sinfonietta na smyczki (1932), dzieło nieromantyczne i linearne, odznaczające się pewną cierpką agresywnością. Po tym utworze Larsson skomponował szereg różnych dzieł w cieplejszym i elegantszym stylu neoklasycznym: uwerturę koncertową (1934), koncert na saksofon i orkiestrę (1934), serenadę na orkiestrę smyczkową a przede wszystkim sonatinę nr 1; wszystkie one przyniosły mu rozgłos. Nieco mniej udane okazały się większe dzieła Larssona: symfonia nr 2 (1937) i opera Princessan av Cypern (1930–1937); oba skrytykowane za stylowa mieszaninę, niesamodzielność i brak pomysłów i wycofane przez kompozytora. Lata 40. to współpraca Larssona z radiem oraz komponowanie muzyki do filmów i sztuk teatralnych. Z okresu tego wyróżnia się kantata Förklädd gud oraz popularny marsz „Obligationsmarschen” (oba z 1940); ten ostatni adoptowany również przez norweski ruch oporu pt.: „Norge i rødt, hvitt og blått”. W okresie II wojny światowej Larsson napisał muzykę do ok. 20 filmów.
Po II wojnie światowej, wraz z kompozycją Musik för orkester rozpoczął się w twórczości Larssona okres dojrzałości muzycznej. W dziełach z tego okresu występuje zarówno element klasycyzujący jak i tendencje do ekspansji tonalnej. Z jego ówczesnego dorobku kompozytorskiego wymienić można takie utwory jak: Adagio na orkiestrę smyczkową (1960), 3 orkesterstycken (1960), Orkestervariationer (1962), Soluret och urnan (1966) i Lyrisk fantasi (1967).
Ważnym etapem działalności muzycznej Larssona było kierowanie państwowymi szwedzkimi orkiestrami amatorskimi, dla których napisał 12 atrakcyjnych concertinów op. 45. Prace te, będące kompozycjami na instrumenty solowe i orkiestrę smyczkową zostały napisane dla wykonawców o umiarkowanych uzdolnieniach muzycznych. Pod koniec swej działalności kompozytorskiej Larsson eksperymentował z różnymi stylami, tworząc m.in. szereg wysoce indywidualnych dziel w stylu serializmu.

## Dzieła (wybór)
Twórczość Larssona obejmuje wszystkie ważniejsze gatunki muzyczne, tak instrumentalne (symfonia, koncert), jak i wokalne (opera, kantata, pieśń). Pisał utwory zarówno na orkiestrę symfoniczną, jak i kameralną oraz na instrumenty solowe.

### Utwory orkiestrowe

#### Symfonie
- Symfonia nr 1 D-dur, op. 2 (1927–1928)
- Symfonisk skiss op. 5 (1930)
- Symfonia nr 2, op. 17 (1936–1937)
- Symfonia nr 3 c-moll, op. 34 (1944–1945)

#### Koncerty
- Koncert na saksofon i orkiestrę smyczkową, op. 14 (1934)
- Concertino na flet i orkiestrę smyczkową, op. 45 nr 1 (1955)
- Concertino na obój i orkiestrę smyczkową, op. 45 nr 2 (1954–1955)
- Concertino na klarnet i orkiestrę smyczkową, op. 45 nr 3 (1956–1957)
- Concertino na fagot i orkiestrę smyczkową, op. 45 nr 4 (1955)
- Concertino na róg i orkiestrę smyczkową, op. 45 nr 5 (1954)
- Concertino na trąbkę i orkiestrę smyczkową, op. 45 nr 6 (1953)
- Concertino na puzon i orkiestrę smyczkową, op. 45 nr 7 (1955)
- Concertino na skrzypce i orkiestrę smyczkową, op. 45 nr 8 (1956)
- Concertino na altówkę i orkiestrę smyczkową, op. 45 nr 9 (1955–1956)
- Concertino na wiolonczelę i orkiestrę smyczkową, op. 45 nr 10 (1954–1956)
- Concertino na kontrabas i orkiestrę smyczkową, op. 45 nr 11 (1957)
- Concertino na fortepian i orkiestrę smyczkową, op. 45 nr 12 (1957)

#### Inne utwory orkiestrowe
- Divertimento nr 1, op. 7 (1932)
- Liten serenad na orkiestrę smyczkową op. 12 (1934)
- Divertimento nr 2, op. 15 (1935)
- En vintersaga na orkiestrę op. 18 (1937–1938)
- Pastoralsvit na orkiestrę op. 19 (1938)
- Folkvisenatt na orkiestrę op. 27a (1941)
- Gustaviansk Svit na flet i orkiestrę op. 28 (z muzyki do filmu Kungajakt, 1944)
- Musik för orkester op. 40 (1948–1949)
- Adagio na orkiestrę smyczkową op.48 (1960)
- 3 orkesterstycken op.49 (1960)
- Orkestervariationer op. 50 (1962)
- Lyrisk fantasi op. 54 (1966)
- Due auguri op. 62 (1971)
- Barococo (Råårokoko) na orkiestrę op. 64 (1973)

### Muzyka kameralna
- Sinfonietta na smyczki, op. 10 (1932)
- Intima Miniatyrer na kwartet smyczkowy, op. 20 (1938)
- Kwartet smyczkowy nr 1 D-dur, op. 31 (1944)
- Kwartet smyczkowy nr 2, op. 44 („Quartetto Alla Serenata”) (1955)
- Divertimento na kwintet instrumentów detych, op.55 („Quattro tempi”) (1968)
- Tre stycken na klarnet i fortepian, op. 61 (1970)
- Kwartet smyczkowy nr 3 C-dur, op. 65 (1975)

### Utwory fortepianowe
- Sonatina nr 1, op. 16 (1936)
- Croquiser op. 38 (1946–1947)
- Sonatina nr 2, op. 39 (1947)
- Sonatina nr 3, op. 41 (1950)
- 12 små pianostycken op. 46 (1960)
- 5 pianostycken op. 57 (1969)
- 7 små fugor med preludier nr 1–7, op. 58 (1969)

### Utwory wokalne

#### Opery
- Princessan av Cypern op. 9 (1930–193)

#### Utwory chorałowe
- Det ljusa landet – kantata na głosy solowe, chór i orkiestrę op. 11 (1932)
- Förklädd gud – suita liryczna na głos mówiony, sopran, baryton, chór i orkiestrę, op. 24 (1940)
- Missa brevis na głosy solowe, chór a cappella, op. 43 (1954)

#### Pieśni solowe
- En spelman jordafärd op. 1 (1927)
- 4 sånger, op. 29 (1944)
- 2 sånger, op. 33 (1945)
- 9 sånger, op. 35 (1946)
- 8 sånger, op. 52 (1964)